# Ctenoplusia rhodochrysa
Ctenoplusia rhodochrysa är en fjärilsart som beskrevs av Joannis 1903. Ctenoplusia rhodochrysa ingår i släktet Ctenoplusia och familjen nattflyn. Inga underarter finns listade i Catalogue of Life.